# Frequenza d'aggiornamento
La frequenza d'aggiornamento (a volte semitradotto dall'inglese velocità di refresh), refresh rate o frequenza verticale è il numero di volte in un secondo in cui viene ridisegnata l'immagine su un display.
Una frequenza più alta risulta meno stancante per la vista.

## Descrizione
Non deve essere confuso con la frequenza dei fotogrammi perché la velocità di aggiornamento include anche la ripetizione della stessa immagine mentre la frequenza dei fotogrammi indica quante nuove immagini al secondo sono trasmesse da una sorgente.
Inoltre la frequenza d'aggiornamento dello schermo può essere maggiore rispetto alle foto per secondo del video, mentre non è possibile apprezzare l'opposto dato che le immagini extra non verrebbero visualizzate allo schermo.
Per esempio, un TV CRT a 100 Hz ha un'immagine più stabile di un TV catodico tradizionale perché la stessa immagine è ripetuta per 4 volte.

## Uso
Sui display CRT più si aumenta la velocità di aggiornamento più si diminuisce lo sfarfallamento dell'immagine defaticando così l'occhio. Però se la velocità di aggiornamento aumenta oltre a quella raccomandata, il display si può danneggiare.
La frequenza standard di un monitor CRT di PC normalmente è di 60 Hz, ma esistono anche visualizzazioni interlacciate, con frequenze più basse, anche se in realtà la frequenza risulta doppia, dato che per completare un'immagine si creano due immagini. In ogni caso non si dovrebbe scendere a valori molto bassi questo per non danneggiare la retina dell'occhio umano che, com'è noto, ha un suo intervallo di rinnovo dell'immagine verso il cervello ma che ha anche la capacità neurologica di adeguarsi, al prezzo di un grande affaticamento visivo, alle frequenze di aggiornamento basse, fino al sorgere di problemi neurologici temporanei o stabili. In questo senso, hanno la loro ragion d'essere le raccomandazioni di un quarto d'ora di pausa da effettuarsi dopo ogni ora o meno passata davanti a un terminale (soprattutto CRT, ossia a tubo catodico) per lavoro o per gioco.